# Чандарлы Ибрагим-паша (Младший)
Чандарлы Ибрагим-паша II или Младший (тур. Çandarlı İbrahim Paşa II, 1429—1499) — великий визирь Османской империи в 1498—1499 годах. Последний великий визирь из династии Чандарлы.

## Биография
Ибрагим был представителем знатной и влиятельной семьи Чандарлы и младшим сыном великого визиря османских султанов Мурада II и Мехмеда II Чандарлы Халила-паши. Ибрагим родился в Эдирне в 1429  году или годом позже, поскольку источники сообщают, что в 1451  году ему было двадцать один или двадцать два года. Он обучался в медресе, как и его отец. Матерью Ибрагима была дочь Эвреноса.
В 1453 году по приказу османского султана Мехмеда II Фатиха отец Ибрагима Халил-паша был казнён. Согласно сообщению Критовула, после казни вся недвижимость и казна Халила-паши были конфискованы, но позже имущество было возвращено семье. К моменту казни отца Ибрагим был кади Эдирне. После казни Халила-паши Ибрагим лишился должности и перенес много трудностей. В это время он жил в районе Гази Ходжа в Эдирне. Мехмед не перенёс неприязнь к Халилу-паше на его сына и, хотя и сместил его на некоторое время, но вскоре вернул на прежнюю должность кади Эдирне, и произошло это до середины февраля 1465 года . Точно известно, что эту должность он занимал в 1453, 1460—1461 и 1465 годах.
Ходжа Саад-эд-дин и Эдирнели Меджди-эфенди (османский историк XVI века) рассказывали легенду о том, как Ибрагим получил пост после смещения. Якобы, после мытарств один шейх посоветовал ему встать на дороге у султана и не забывать про наследника султана Баязида. Ибрагим, зная, что Мехмед часто гуляет по улицам, поджидал его. Мехмед увидел его и спросил, не сын ли он Халила-паши? Когда Ибрагим подтвердил, султан велел ему явиться на следующий день в диван. А в диване спросил его, чего он хочет. Вспомнив совет шейха, Ибрагим попросил должность кади Амасьи, где был санджакбеем Баязид. Султан дважды предложил ему более высокую должность, но Ибрагим стоял на своём. В 1465 году он получил должность кадиаскера в Амасье. В 1468 году Ибрагим стал не только кадиаскером, но и лалой Баязида. В марте 1473 года как кадиаскер и лала Баязида Ибрагим принимал участие в походе Мехмеда против Узун Хасана, и сражался рядом с воспитанником в битве при Отлукбели на правом фланге. В 1481 году Мехмед умер и султаном стал воспитанник Ибрагима Баязид. В декабре 1483  года он назначил Ибрагима на пост кадиаскера Анатолии и в этой должности в июле 1484 года Ибрагим участвовал в захвате Кили и Аккермана. В 1485 году он стал кадиаскером Румелии. Как его отец и дед Ибрагим оставил занятия наукой и посвятил себя административной деятельности. 3 февраля 1486 года он получил пост третьего визиря дивана. В январе/феврале 1487  года он стал вторым визирем при великом визире Херсекли Ахмеде-паше. Баязид назначил Ибрагима-пашу попечителем построенных им в бытность шехзаде объектов в Эдирне. В сентябре 1498  года, после смещения Ахмеда-паши, Ибрагим-паша стал великим визирем.
В 1499 году он вместе с Баязидом принял участие в кампании при Инебахти. Согласно Саад-эд-дину, лагерь Баязида был разбит на плато недалеко от Инебахти, поскольку в окрестностях было очень жарко. В августе 1499  года Ибрагим-паша заболел и умер. Его сменил Месих-паша. Йозеф фон Хаммер-Пургшталь ошибочно считал, что Ибрагим умер в Эдирне.
Согласно Назыму Текташу и Мюниру Актепе, тело Ибрагима было доставлено в Изник и захоронено рядом с его отцом, но Исмаил Хаккы Узунчаршилы писал, что Ибрагим-паша похоронен в Инебахти. По словам Узунчаршилы, если он и был захоронен в могиле отца, то надписи об этом на захоронении нет. Виттек и Тэшнер не упоминают о памятнике Ибрагиму в статье о памятниках визирей семьи Чандарлы.

## Семья
Известно, что у Ибрагима были братья Мехмед, Ибрагим, Махмуд, Муслихиддин, Сулейман и сёстры Илалди и Эслеме.
У Ибрагима-паши было две или три жены:
- Хунди-хатун, дочь Дайи Караджа-паши (бейлербей Румелии, командовал армией Румелии при захвате Константинополя в 1453 году)[3][9];
- Хунди-хатун, дочь Хызыра-бея[3][9];
- Ханзаде Ханым-султан, дочь Сельчук-султан, дочери Мехмеда I[3].

От этих жён у него было четверо сыновей и три дочери. Согласно И.Х. Узунчаршилы сыновей звали Мехмед, Сулейман, Иса, Исхак.
Согласно В. Менажу у Ибрагима был сын Хусейн-паша, который умер после 1533/34 года в должности бейлербея  Диярбакыра и сын Иса-паша, одно время бывший нишанджи (секретарем дивана) и умерший в 1543/44 году в должности бейлербея Дамаска. Сын Исы и внук Ибрагима Халил был лалой Орхана, внука Сулеймана I от сына Баязида. Халил умер 1568/69 годах в должности дефтердара Буды.
Потомки Ибрагим-паши служили на разных государственных постах, но Ибрагим-паша был последним представителем рода Чандарлы, занимавшим пост великого визиря Османской империи.

## Личность
По словам Саад-эд-дина, Ибрагим-паша был осторожным, дальновидным, трудолюбивым, доброжелательным и щедрым человеком; его дверь была открыта для всех, даже для врагов. Эдирнели Меджди-эфенди писал, что многие бедные люди каждый день ели за его столом.
Ибрагим был одним из самых ученых людей своего времени в Османской империи. Он много занимался благотворительностью. Когда он был кади Эдирне, то построил в городе мечеть, медресе, имарет, школу, хаммам и фонтан. Вакуфы, которые он основал в должности визиря, располагались в Стамбуле, Изнике, Кастамону и Бурсе. Ибрагим принял меры, чтобы благотворительная деятельность не прекратилась с его смертью, назначив своих сыновей и внуков в качестве попечителей фондов.